# Carlos Iaconelli
Carlos Iaconelli (São Paulo, 26 de Junho de 1987) é um automobilista Brasileiro.

## Carreira[1]
Iaconelli iniciou sua carreira no automobilismo no Brasil em 2003, numa corrida de Fórmula Renault. Em 2004 fez a temporada completa de Fórmula Renault brasileira, acabando em 4º, com duas vitórias e um pódio. Em 2004 competiu também em algumas corridas de Fórmula 3 brasileira, onde em apenas 5 corridas obteve três pódios e uma volta mais rápida.
Carlos Iaconelli foi para a Europa em 2005 e obteve um pódio na Fórmula Renault 2.0 Itália, antes de fazer a sua estreia no campeonato de Fórmula Renault 3.5 na última ronda em Monza. O brasileiro competiu também em algumas rondas de Fórmula 3 Espanhola e da Fórmula Renault 2.0 Eurocup.
Em 2006, Carlos Iaconelli competiu em 12 corridas de Fórmula Renault 3.5, fazendo a sua melhor corrida em Spa-Francorchamps. Carlos Iaconelli também correu em cinco corridas de Fórmula 3 Espanhola em 2006, obtendo um pódio.
Em 2007 o brasileiro fez a temporada d World Series by Renault, com os seus melhores resultados a serem 7º e 5º em Magny Cours. O piloto da Pons Racing acabou o campeonato em 21º.
Em 2008, Iaconelli foi para a GP2 Series, disputando 13 corridas na equipe pouco competitiva BCN Competición. O seu melhor resultado foi 11º na corrida Sprint de Valência, seu melhor resultado até agora. Competiu também em algumas corridas de Fórmula Master Internacional, obtendo mesmo pole position em duas corridas de Fórmula Master Italiana.
Encerrou 2008 correndo em 2 corridas das GP2 Asia Series 2008-09, em Shanghai, China - o seu melhor resultado para a equipa Durango foi 211º na corrida.
Em 2009 passa a fazer parte de uma nova categoria, a Fórmula 2 FIA, como único brasileiro. Terminou o campeonato na 11ª posição.
Em 2010 disputou a Auto GP, vencendo 3 corridas (Imola, Spa-Francorchamps e Magny Cours) e terminando o campeonato na 7ª posição.
Atualmente, disputa a K&N Pro Series East, divisão regional da NASCAR.